# Bielov komet
Bielov komet ali Komet Biela (uradna oznaka 3D/Biela) je periodični komet, o katerem obstajajo prvi zapisi iz leta 1772. Kot periodični komet ga je prvi označil šele Wilhelm von Biela v letu 1826. Pozneje je komet razpadel in ga niso videli vse od leta 1852. Ostanke kometa so opazili kot meteorski roj.

## Odkritje
O kometu je prvi pisal Charles Messier v letu 1772. Leta 1805 je o njem pisal tudi Jean-Louis Pons, ki ga pa ni prepoznal kot isto telo.
Wilhelm von Biela ga je opazoval 27. februarja 1826 med približevanjem prisončju. Izračunal je njegovo tirnico in pri tem ugotovil, da je to periodični komet s periodo 6,6 let. V tistem času je to bil tretji znani periodični komet, razen njega so poznali še Halleyjev komet in Enckejev komet.

## Razpad
Komet se je pojavil tudi leta 1846, ko je razpadel na dva dela. Ponovno so ga opazovali leta 1852, ko sta bila dela že 2,4 milijona km narazen. Nobenega od delov niso mogli najti v naslednjih letih, ko bi se komet moral pojaviti (1859, 1865, 1872). Opazili pa so čudoviti meteorski roj leta 1872 (3000 utrinkov na uro), z radiantom na nebu na mestu, ki bi ga moral prečkati komet v septembru 1872. Ta meteorski roj imenujemo Andromedidi ali Bielidi. Meteorski roj se je pojavil še v ostalem delu 19. stoletja, pozneje pa je oslabel. Predpostavljajo, da je komet 207P/NEAT (NEAT 4) ostanek kometa Biela, ker ima podobno tirnico.
Predpostavlja se, da so ostanki kometa Biela izvor padcev meteoritov na površino Zemlje. Nekatere drzne teorije povezujejo tudi nastanek nekaterih velikih požarov (Veliki požar v Chicagu in požar v mestu Peshtigo) s padci meteorjev. Te teorije so se pojavile najprej leta 1883, pozneje so jih oživili še leta 2004.
27. novembra 1885 je padel na severni del Mehike železov meteorit v času močnega meteorskega roja (15000 utrinkov na uro). Ta meteorit (Mazapilov meteorit) pripisujejo kometu, čeprav so to pozneje ovrgli, ker železovo jedro ne bi moglo nastati z diferenciacijo v kometu. 